# Mastaing
Mastaing is een gemeente in het Franse Noorderdepartement (Frans: département du Nord) (regio Hauts-de-France). De plaats maakt deel uit van het arrondissement Valenciennes. Mastaing telde op 1 januari 2022 900 inwoners.

## Geografie
De oppervlakte van Mastaing bedroeg op 1 januari 2022 5,97 vierkante kilometer; de bevolkingsdichtheid was toen 150,8 inwoners per km².

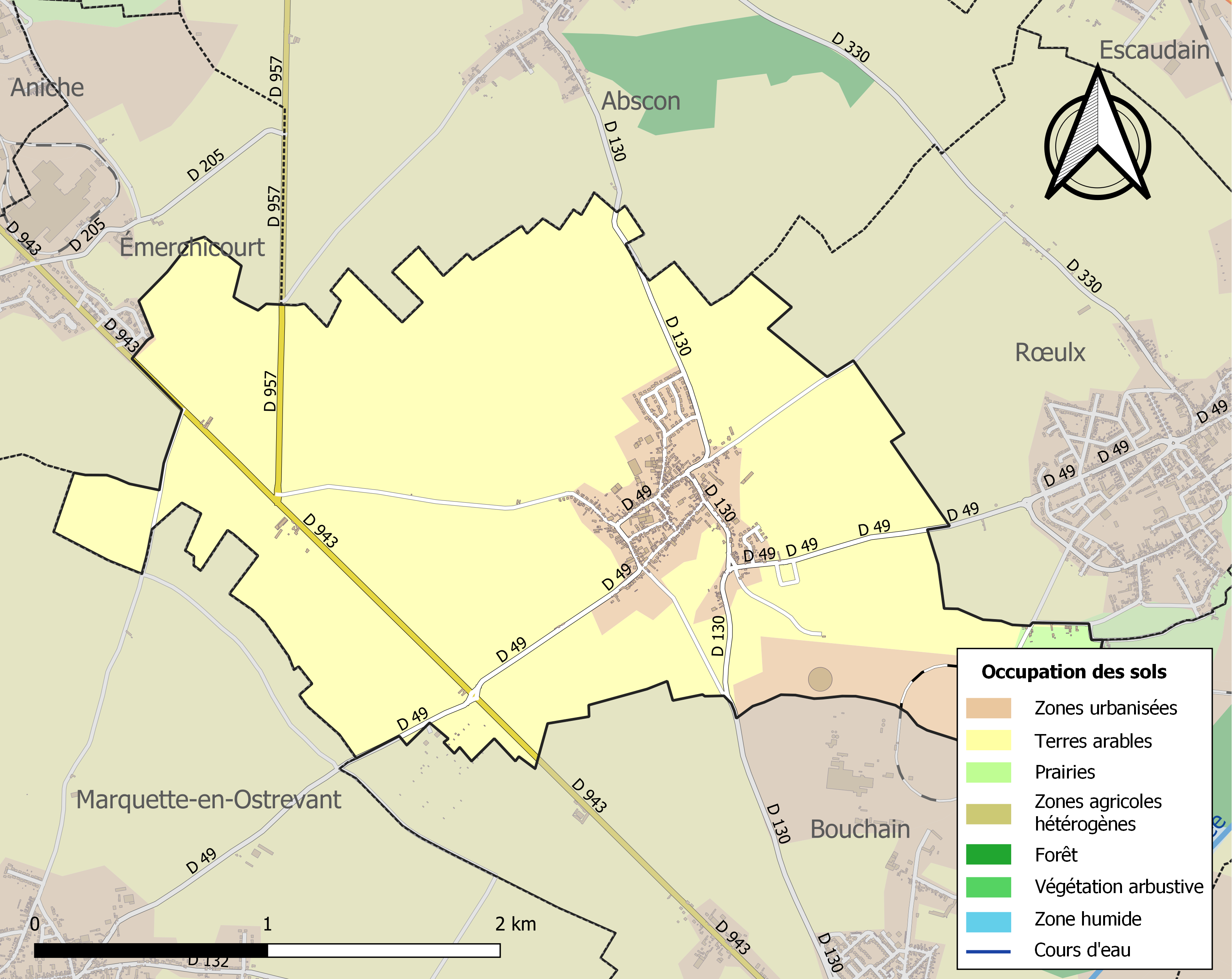
Kaart van de gemeente met belangrijkste infrastructuur, bodemgebruik en omliggende gemeenten

## Demografie
Onderstaande figuur toont het verloop van het inwonertal (bron: INSEE-tellingen).